# Parti démocratique de Guinée équatoriale

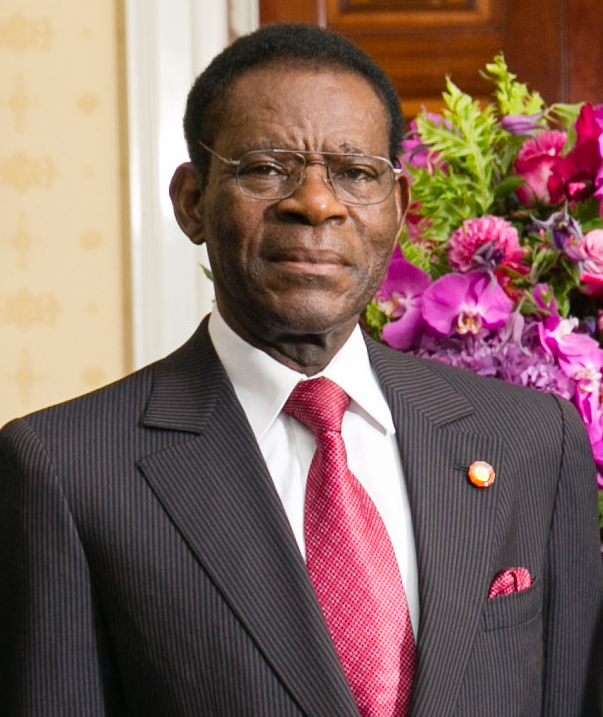
Teodoro Obiang (ici en 2014), est le fondateur du PDGE.

Le Parti démocratique de Guinée équatoriale (PDGE) est un parti politique équatoguinéen.

## Histoire
Créé le 11 octobre 1987 en tant que parti unique du pays, le Parti démocratique est demeuré au pouvoir depuis l'instauration officielle du multipartisme en 1991. Il s'agit du parti du président Teodoro Obiang Nguema Mbasogo, au pouvoir depuis 1979.
Aux élections législatives de mai 2008, la coalition menée par le Parti démocratique remporta quatre-vingt-dix-neuf des cent sièges au Parlement.

## Personnalités
- Francisca Tatchouop Belobe